# Недакуси
Недакусі (чорн. Недакуси/Nedakusi) — населений пункт у складі общини Бієло Полє в Чорногорії. За переписом 2003 року мешкало 2308 мешканців (за переписом 1991 року — 2409 мешканців).
Тут розташована залізнична станція Бієло Полє.

## Демографія
У селищі Недакусі проживає 1669 дорослих осіб, середній вік населення становить 32,1 років (31,7 — чоловіків та 32,4 — жінок). У селі знаходиться 588 домогосподарств, середня кількість осіб у домогосподарстві — 3,93 особи. Населення в цьому населеному пункті дуже неоднорідне.
| Серби      | 985 | 42,67% |
| Боснійці   | 479 | 20,75% |
| Мусульмани | 437 | 18,93% |
| Чорногорці | 258 | 11,17% |
| Роми       | 57  | 2,46%  |
| Хорвати    | 6   | 0,25%  |
| Албанці    | 1   | 0,04%  |
| невідомо   | 21  | 0,9%   |